# Creully
Creully és un municipi francès situat al departament de Calvados i a la regió de Normandia. L'any 2007 tenia 1.524 habitants.

## Demografia

### Població
El 2007 la població de fet de Creully era de 1.524 persones. Hi havia 560 famílies de les quals 112 eren unipersonals (32 homes vivint sols i 80 dones vivint soles), 180 parelles sense fills, 224 parelles amb fills i 44 famílies monoparentals amb fills.
La població ha evolucionat segons el següent gràfic:
Habitants censats

### Habitatges
El 2007 hi havia 606 habitatges, 565 eren l'habitatge principal de la família, 16 eren segones residències i 25 estaven desocupats. 546 eren cases i 37 eren apartaments. Dels 565 habitatges principals, 357 estaven ocupats pels seus propietaris, 194 estaven llogats i ocupats pels llogaters i 14 estaven cedits a títol gratuït; 24 tenien una cambra, 21 en tenien dues, 86 en tenien tres, 132 en tenien quatre i 302 en tenien cinc o més. 410 habitatges disposaven pel capbaix d'una plaça de pàrquing. A 216 habitatges hi havia un automòbil i a 288 n'hi havia dos o més.

### Piràmide de població
La piràmide de població per edats i sexe el 2009 era:
| Homes | Edats   | Dones |
| ----- | ------- | ----- |
| 0     | 95 o +  | 0     |
| 0     | 90 a 94 | 8     |
| 8     | 85 a 89 | 20    |
| 8     | 80 a 84 | 12    |
| 12    | 75 a 79 | 36    |
| 16    | 70 a 74 | 24    |
| 28    | 65 a 69 | 24    |
| 16    | 60 a 64 | 8     |
| 16    | 55 a 59 | 16    |
| 56    | 50 a 54 | 64    |
| 60    | 45 a 49 | 52    |
| 68    | 40 a 44 | 60    |
| 44    | 35 a 39 | 44    |
| 40    | 30 a 34 | 48    |
| 68    | 25 a 29 | 52    |
| 64    | 20 a 24 | 44    |
| 96    | 15 a 19 | 68    |
| 56    | 10 a 14 | 76    |
| 36    | 5 a 9   | 40    |
| 24    | 0 a 4   | 56    |

## Economia
El 2007 la població en edat de treballar era de 995 persones, 758 eren actives i 237 eren inactives. De les 758 persones actives 697 estaven ocupades (370 homes i 327 dones) i 61 estaven aturades (25 homes i 36 dones). De les 237 persones inactives 103 estaven jubilades, 80 estaven estudiant i 54 estaven classificades com a «altres inactius».

### Ingressos
El 2009 a Creully hi havia 583 unitats fiscals que integraven 1.580 persones, la mediana anual d'ingressos fiscals per persona era de 17.674 €.

### Activitats econòmiques
Dels 81 establiments que hi havia el 2007, 1 era d'una empresa extractiva, 3 d'empreses alimentàries, 1 d'una empresa de fabricació d'elements pel transport, 2 d'empreses de fabricació d'altres productes industrials, 14 d'empreses de construcció, 17 d'empreses de comerç i reparació d'automòbils, 6 d'empreses de transport, 5 d'empreses d'hostatgeria i restauració, 2 d'empreses financeres, 4 d'empreses immobiliàries, 4 d'empreses de serveis, 16 d'entitats de l'administració pública i 6 d'empreses classificades com a «altres activitats de serveis».
Dels 27 establiments de servei als particulars que hi havia el 2009, 1 era una oficina d'administració d'Hisenda pública, 1 gendarmeria, 1 oficina de correu, 1 una oficina bancària, 2 tallers de reparació d'automòbils i de material agrícola, 2 autoescoles, 2 paletes, 7 fusteries, 2 lampisteries, 2 electricistes, 2 perruqueries, 2 restaurants, 1 agència immobiliària i 1 saló de bellesa.
Dels 6 establiments comercials que hi havia el 2009, 1 era una gran superfície de material de bricolatge, 2 fleques, 2 carnisseries i 1 una joieria.
L'any 2000 a Creully hi havia 5 explotacions agrícoles que ocupaven un total de 275 hectàrees.

## Equipaments sanitaris i escolars
El 2009 hi havia 1 centre de salut i 1 farmàcia.
El 2009 hi havia 1 escola maternal i 1 escola elemental. Creully disposava d'un col·legi d'educació secundària amb 380 alumnes.

## Poblacions més properes
El següent diagrama mostra les poblacions més properes.